# All-Star Game de la ABA 1972

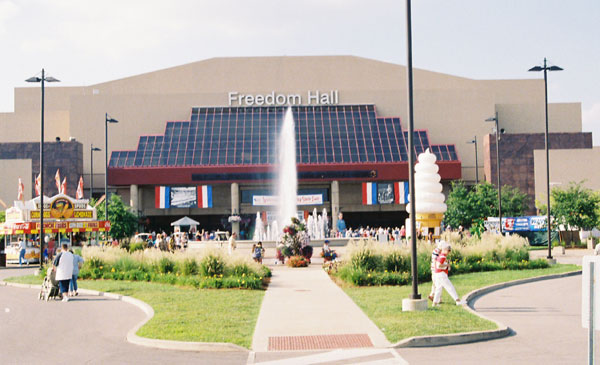
El Freedom Hall de Louisville, escenario del partido.

El quinto  All-Star Game de la ABA de la historia se disputó el día 29 de enero de 1972 en el Freedom Hall de la ciudad de Louisville, Kentucky. El equipo de la Conferencia Este estuvo dirigido por Joe Mullaney, entrenador de Kentucky Colonels y el de la Conferencia Oeste por LaDell Andersen, de Utah Stars. La victoria correspondió al equipo del Este, por 142-115, siendo elegido MVP del All-Star Game de la ABA el pívot de los Kentucky Colonels Dan Issel, que consiguió 21 puntos y 9 rebotes. El partido fue seguido en directo por 15.738 espectadores.

## Estadísticas

### Conferencia Oeste
| CONFERENCIA OESTE          |                   |     |     |     |     |     |     |     |     |     |     |
| Jugador                    | Equipo            | MIN | TCA | TCI | 3PA | 3PI | TLA | TLI | REB | AST | PTS |
| Willie Wise                | Utah Stars        | 33  | 5   | 8   | 0   | 0   | 5   | 7   | 9   | 3   | 15  |
| Zelmo Beaty                | Utah Stars        | 27  | 7   | 11  | 0   | 0   | 1   | 1   | 7   | 0   | 15  |
| Mel Daniels                | Indiana Pacers    | 26  | 8   | 14  | 0   | 0   | 5   | 8   | 9   | 1   | 21  |
| Roger Brown                | Indiana Pacers    | 25  | 2   | 7   | 0   | 2   | 0   | 1   | 6   | 2   | 4   |
| Donnie Freeman             | Dallas Chaparrals | 21  | 3   | 8   | 0   | 0   | 7   | 8   | 5   | 2   | 13  |
| Ralph Simpson              | Denver Rockets    | 20  | 6   | 14  | 0   | 1   | 0   | 1   | 1   | 0   | 12  |
| Steve Jones                | Dallas Chaparrals | 19  | 3   | 7   | 1   | 1   | 2   | 2   | 2   | 3   | 9   |
| Freddie Lewis              | Indiana Pacers    | 18  | 7   | 13  | 1   | 2   | 3   | 4   | 1   | 1   | 18  |
| Glen Combs                 | Utah Stars        | 18  | 1   | 8   | 0   | 3   | 0   | 0   | 0   | 3   | 2   |
| Wendell Ladner             | Memphis Pros      | 14  | 2   | 5   | 0   | 2   | 0   | 0   | 6   | 1   | 4   |
| Wil Jones                  | Memphis Pros      | 10  | 1   | 3   | 0   | 0   | 0   | 0   | 3   | 0   | 2   |
| Arthur Becker              | Denver Rockets    | 9   | 0   | 2   | 0   | 0   | 0   | 0   | 0   | 1   | 0   |
| Total                      |                   | 240 | 45  | 100 | 2   | 11  | 23  | 32  | 49  | 17  | 115 |
| Entrenador LaDell Andersen | Utah Stars        |     |     |     |     |     |     |     |     |     |     |

MIN: Minutos. TCA: Tiros de campo anotados. TCI: Tiros de campo intentados. 3PA: Tiros de 3 puntos anotados. 3PI: Tiros de 3 puntos intentados. TLA: Tiros libres anotados. TLI: Tiros libres intentados. REB: Rebotes. AST: Asistencias. PTS: Puntos

### Conferencia Este
| CONFERENCIA ESTE        |                    |     |     |     |     |     |     |     |     |     |     |
| Jugador                 | Equipo             | MIN | TCA | TCI | 3PA | 3PI | TLA | TLI | REB | AST | PTS |
| Artis Gilmore           | Kentucky Colonels  | 27  | 4   | 5   | 0   | 0   | 6   | 10  | 10  | 2   | 14  |
| Rick Barry              | New York Nets      | 26  | 2   | 10  | 0   | 0   | 0   | 1   | 12  | 8   | 4   |
| Julius Erving           | Virginia Squires   | 25  | 9   | 15  | 0   | 0   | 2   | 2   | 6   | 3   | 20  |
| Dan Issel               | Kentucky Colonels  | 23  | 9   | 13  | 0   | 0   | 3   | 4   | 9   | 5   | 21  |
| Charlie Scott           | Virginia Squires   | 23  | 9   | 21  | 0   | 1   | 2   | 3   | 4   | 3   | 20  |
| John Brisker            | Pittsburgh Condors | 21  | 3   | 10  | 0   | 1   | 2   | 3   | 5   | 3   | 8   |
| Jim McDaniels           | Carolina Cougars   | 20  | 11  | 15  | 0   | 0   | 2   | 3   | 11  | 1   | 24  |
| Bill Melchionni         | New York Nets      | 18  | 2   | 4   | 0   | 0   | 1   | 1   | 2   | 2   | 5   |
| George Thompson         | Pittsburgh Condors | 17  | 5   | 9   | 0   | 2   | 0   | 0   | 0   | 2   | 10  |
| Warren Jabali           | The Floridians     | 17  | 2   | 8   | 0   | 1   | 0   | 0   | 9   | 1   | 4   |
| Mack Calvin             | The Floridians     | 14  | 4   | 7   | 0   | 0   | 2   | 0   | 2   | 4   | 10  |
| Louie Dampier           | Kentucky Colonels  | 9   | 1   | 4   | 0   | 2   | 0   | 0   | 1   | 3   | 2   |
| Total                   |                    | 240 | 61  | 121 | 0   | 7   | 20  | 29  | 71  | 37  | 142 |
| Entrenador Joe Mullaney | Kentucky Colonels  |     |     |     |     |     |     |     |     |     |     |

MIN: Minutos. TCA: Tiros de campo anotados. TCI: Tiros de campo intentados. 3PA: Tiros de 3 puntos anotados. 3PI: Tiros de 3 puntos intentados. TLA: Tiros libres anotados. TLI: Tiros libres intentados. REB: Rebotes. AST: Asistencias. PTS: Puntos